# Xadrez cilíndrico

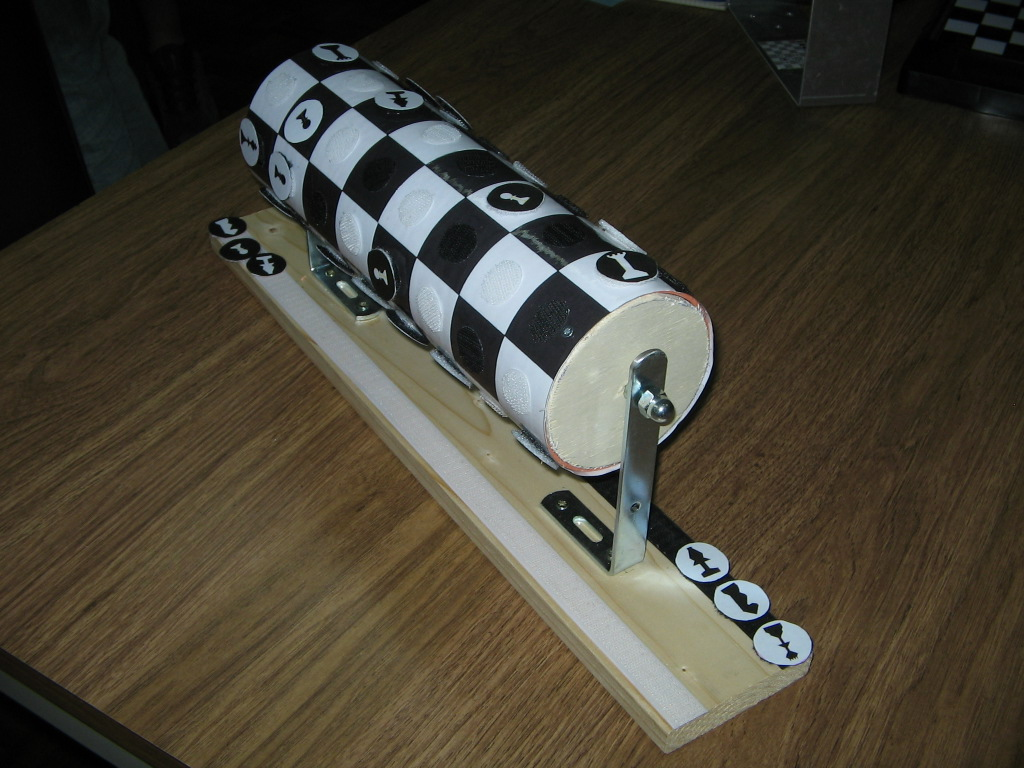
Xadrez Cilíndrico, uma outra variante do Xadrez Clássico (tabuleiro cilíndrico criado por Emanuela Ughi, Universidade de Perúgia).

O Xadrez Cilíndrico é uma variante do Xadrez Clássico.